# Тунелі (альбом)
«Тунелі» — дебютний студійний альбом українського рок-гурту FRANCO, представлений 14 лютого 2017 року.

## Про альбом
Запис платівки відбувався на київській студії SoundPlant у 2016 році, саунд-продюсерами стали фронтмен гурту Валентин Федишен та Антон Блащук. Про значення назви Федишен зазначив:
|  | Таку назву релізу було обрано не випадково, адже тунелі — це алегоричні життєві лінії, що символізують нелегкий вибір власного шляху, своєї долі та подальшу відповідальність за це прийняте рішення. |

Загалом, дебютний альбом FRANCO «Тунелі» є непересічним твором, який змушує слухачів думати. Це не тільки музика, а й історія про важливість самовираження та взаєморозуміння між людьми, а також нагадування про те, що ми здатні до безмежного розвитку, якщо віримо у себе та не боїмось ризикувати.

## Список композицій
Автор музики і слів — Валентин Федишен. 
| #     | Назва                | Тривалість |
| ----- | -------------------- | ---------- |
| 1.    | «Тунелі»             | 2:13       |
| 2.    | «Птахи»              | 3:40       |
| 3.    | «Божоле»             | 4:25       |
| 4.    | «Він серед нас»      | 3:47       |
| 5.    | «Голова чи серце»    | 4:23       |
| 6.    | «Люфт»               | 1:34       |
| 7.    | «Ти в мені»          | 4:23       |
| 8.    | «Баракуда»           | 3:39       |
| 9.    | «Дощ»                | 4:42       |
| 10.   | «Йога» (Bonus Track) | 3:53       |
| 36:44 |                      |            |

## Учасники запису
- Валентин Федишен — вокал, клавішні, семплер, драм-машина, секвенсер
- Володимир Гусєв — гітара
- Антон Блащук — зведення, мастерінг

## Рецензії
Команда оглядачів Karabas Live у своїй рецензії поставили платівці 5.6 бала із 10 можливих, зазначивши наступне:
|  | FRANCO — це чуттєвість і м'якість, помножені на приховане напруження. Пісні баладного характеру про кохання та інші надихаючі речі група подає в дивному ключі, що надає їм арт-чарівності і виводить із зони поп-рок-стандарту (хоча відлуння «Океану Ельзи» чутно в деяких композиціях). «Він серед нас», «Голова чи серце», «Птахи» — пісні, в яких пронизливість взятих нот поєднується з нетривіальністю їх подачі. |

Українська інтернет-радіостанція Radio Submarina помістила пісню «Дощ» на 30 сходинку у списку Top 40 2017.